# Video educativo

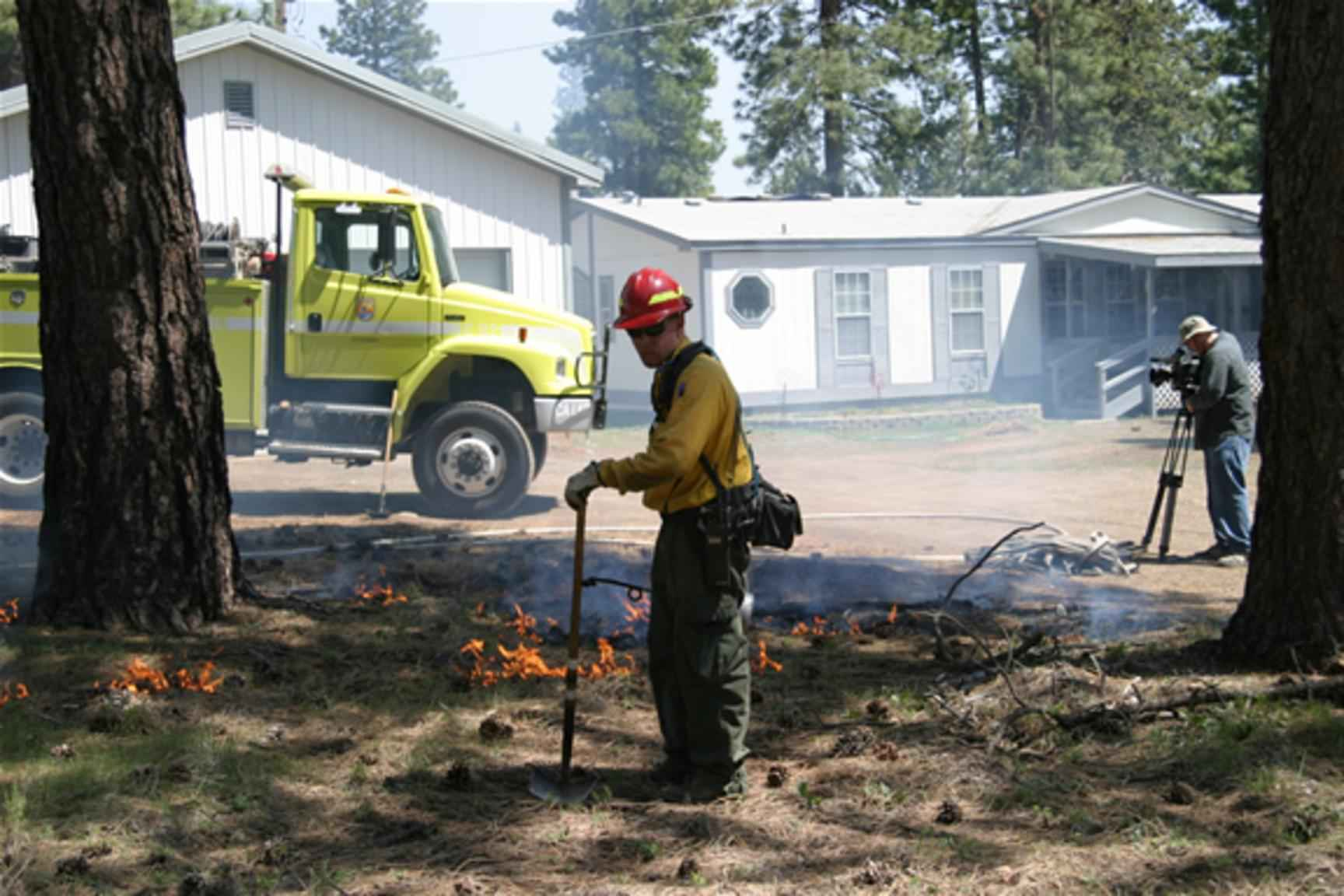
Bombero apagando fuego

Video educativo, también llamado Video-Lección, es un material audiovisual con alto grado de utilidad en los proceso de enseñanza y de aprendizaje.
Este concepto genérico engloba tanto al video didáctico propiamente dicho (elaborado con una explícita intencionalidad didáctica) como aquel video que, pese a no haber sido concebido con fines educativos, puede resultar adecuado por la intervención docente.
La tecnología educativa ofrece diversas alternativas para favorecer un entorno de aprendizaje adecuado, tales como el video, que, con los adelantos y la accesibilidad de las nuevas tecnologías opto-electrónicas (CD, DVD) y el acceso por Internet, resulta cada vez más popular.
Una adecuada utilización del video como recurso proporciona diversas alternativas en su empleo que pueden favorecer los procesos perceptivos y cognitivos durante el proceso de aprendizaje.

## Introducción
La utilización de diversos medios y recursos tecnológicos en el ámbito educativo proporciona una alternativa para actividades innovadoras en el aula.
El video es un medio tecnológico que, por sus posibilidades expresivas, puede resultar una herramienta de aprendizaje valiosa para el alumno. Su empleo puede ser enfocado desde distintos contextos: como complemento curricular, aprendizaje autónomo, capacitación laboral, educación a distancia y de divulgación en general.
Dentro de estas situaciones de aprendizaje, la posibilidad de interactuar sobre el medio se convierte en una estrategia de uso más, que proporciona al alumno o al profesor la posibilidad de detener la imagen, de retroceder y, en definitiva, adecuar el ritmo de visualización a las dificultades de comprensión o retención que tenga y a la tipología propia del audiovisual. De esta manera, se abre un gran abanico de posibilidades de estrategias didácticas que se puedan ofrecer en la clase.
Para que los objetivos de aprendizaje del video educativo sean logrados, las estrategias didácticas deben considerar los siguientes aspectos:
- Presentación: establecer qué es lo que el profesor dirá a sus alumnos antes de presentar o utilizar el video.
- Condiciones de visionado: definir cuántas veces, de qué forma y en qué condiciones se va a exhibir.
- Actividades del alumno: es importante que el video no sea concebido como una actividad monótona que no exige al estudiante. Romper la pasividad es esencial para que el alumno asimile y comprenda el contenido.
- Actividades del profesor: el profesor debe tener muy claro qué es lo que va a hacer antes, durante y después de la visualización del video.
- Guion de la puesta en común: el profesor debe generar una instancia de discusión con los estudiantes sobre los contenidos del video, para responder dudas y facilitar la comprensión y asimilación del mismo.
- Material complementario: su función es complementar la acción del profesor que, a su vez, puede ir acompañada de otros recursos, audiovisuales o no, a los que también deben complementar.

## Referencia histórica
Puede entenderse que en la actualidad los contenidos audiovisuales, por su masividad y alcance, proponen un giro notable en la enseñanza. En este contexto, la video-lección, como opción pedagógica centrada en contenidos audiovisuales, es heredera de una tradición que se remonta hasta el cine. Desde sus comienzos (fines del siglo XIX), el cine es una tecnología que reproduce las imágenes en movimiento. Caracterizado por una pantalla que hace las veces de escenario que rivalizaba con la feria, el teatro y el circo, el cine ya para el primer cuarto del siglo XX y ante su difusión social tuvo sus primeros contactos con el ámbito pedagógico. Al igual que lo que ocurría con el pizarrón dentro del aula, el cine se presenta como una tecnología que organiza focalmente la atención del espectador hacia las imágenes proyectadas en la pantalla. Sin embargo, por su asociación con el espectáculo, con el disfrute y con temas que por entonces eran considerados moralmente indecentes, hizo que en un principio la introducción del cine en las aulas fuera resistida. Incluso, en un contexto más amplio, los teóricos de la Escuela de Frankfurt cuestionaron los medios, y al cine entre ellos, por entender que estaban al servicio de una “industria cultural” que produce contenidos que, sin ningún tipo de crítica, son meramente consumidos por los individuos que buscan satisfacer su necesidad de entretenimiento y goce. Pese a estas críticas, en la relación entre el cine y la pedagogía también existieron experiencias positivas, como la propuesta de Célestin Freinet que ya en 1927 organizó una cinemateca cooperativa cuya función era no sólo promover saberes científicos, sino también políticos y sociales.
Ya con la televisión, como medio que históricamente sucede al cine, se plantean nuevos cambios y las críticas también continúan. De una exhibición pública de imágenes móviles que proponen la excepcionalidad –el cine– se pasa, con la televisión, a una exhibición de las imágenes a un nivel de lo cotidiano, primero en un ámbito familiar y luego en un plano estrictamente individual y privado. El problema del consumo con fines de entretenimiento y la alienación sigue estando presente en la televisión como medio audiovisual. Ya con la irrupción de las nuevas tecnologías digitales el consumo televisivo se vuelve todavía más fragmentario. En estos últimos años, muchos contenidos audiovisuales digitales se juegan en la regulación de estilos de vida y formas de consumir productos culturales. Al respecto, existen varias interpretaciones que van desde una concepción sobre cómo la relación del sujeto con las antiguas tecnologías audiovisuales se reciclan con los nuevos formatos digitales, cambiando así la disposición perceptiva del sujeto, hasta la consideración de que las redes y medios tecnológicos digitales favorecen procesos de democratización cultural, en donde el sujeto puede convertirse en un agente no sólo consumidor de contenidos, sino también en un productor de significados. En el medio hay tendencias interpretativas críticas que apuntan a que los dispositivos digitales, con su personalización y portabilidad, colonizan un espacio y un tiempo que antes eran experimentados, por parte del sujeto, de una manera pública y compartida. También, críticamente, se señala que la tendencia democratizante de los medios digitales estaría en función de que el sujeto se los apropie para que, con su participación y producción, sume más valor a las pocas empresas que manejan los medios digitales.
Ante este trasfondo histórico de los contenidos audiovisuales y ante la emergencia relativamente reciente de los medios digitales, en donde sus usos todavía no están estabilizados, quizás sea oportuno conceder un margen de flexibilidad interpretativa. Dentro de este margen, los docentes y las escuelas pueden hacer de los contenidos audiovisuales, en general, y de las video-lecciones, en particular, una herramienta pedagógica que fomente una actividad creativa y reflexiva en los sujetos.

## Ventajas y limitaciones
Es un recurso novedoso, atractivo y permite adjuntar diversas imágenes, videos, presentaciones, sonidos, etc.
Permite ser un refuerzo al contenido que el docente esté enseñando.
Se puede repetir cuantas veces sea necesario si algún /a estudiante no comprendió el tema.
Respeta los ritmos de aprendizaje de cada estudiante.
Es preciso tener en cuenta que las video-lecciones no sustituyen una clase ni al docente. En ese sentido, los repositorios de video-lecciones (por ejemplo, “Khan Academy” fundado por Salman Khan o “Las 400 Clases”) prometen una transformación de la educación mediante modos originales e inspiradores de aprendizaje. Con ellos, de acuerdo a avances y retrocesos, los estudiantes pueden lograr cierta maestría en los temas que presentan. Sin embargo, sin el debido acompañamiento del docente, muchas veces los estudiantes no retienen las explicaciones que ofrecen los videos ni corrigen errores que, luego del visionado y con el tiempo, asumen como un conocimiento fundado. La función del docente resulta fundamental a la hora de dotar de una intencionalidad pedagógica a la video-lección. Es el docente quien, con su propuesta didáctica, debe guiar los procesos cognitivos que los estudiantes ponen en juego en las video-lecciones. También es la guía del docente quien facilita la exploración y la indagación acerca de los saberes y conocimientos que pueden ofrecer las video-lecciones.

## Clasificación de videos educativos
Una categorización posible considera las aplicaciones potenciales del video educativo:
- Video documental: muestra de manera ordenada información sobre un tema concreto (por ejemplo, un video sobre la actividad minera en Catamarca).
- Video narrativo: tienen una trama narrativa a través de la cual se va presentando la información relevante para los estudiantes (por ejemplo, un video que narra la vida de un personaje histórico).
- Lección monoconceptual: es un video de muy corta duración que se centran en presentar un concepto determinado (por ejemplo, un video sobre el concepto de la cadena alimenticia, o la simulación del vuelo de un pájaro).
- Lección temática: es el clásico video didáctico que va presentando de manera sistemática y con una profundidad adecuada y gradual a los destinatarios los distintos apartados de un tema concreto (por ejemplo, un video sobre las influencias del arte precolombino).
- Video motivador: pretende ante todo impactar, motivar, interesar a los espectadores, aunque para ello tengan que sacrificar la presentación sistemática de los contenidos y un cierto grado de rigor científico (por ejemplo, un video que pretende alertar sobre los peligros del S.I.D.A.). Muchas veces tienen una estructura narrativa.